# آندرانامبومارو
آندرانامبومارو (به لاتین: Andranambomaro) یک منطقهٔ مسکونی در ماداگاسکار است که در آتسینانانا واقع شده‌است. آندرانامبومارو ۱۴٬۵۱۰ نفر جمعیت دارد و ۷۰۲ متر بالاتر از سطح دریا واقع شده‌است.